# Драган Манце
Драган Манце (Београд, 26. септембар 1962 — Београд, 3. септембар 1985) је био српски фудбалер Партизана.

## Биографија
Живео је у Земуну са оцем Фердинандом, мајком Душанком и млађим братом Гораном. Био је неожењен. Погинуо је у саобраћајној незгоди на путу Београд — Нови Сад, на делу који пролази кроз Земун, у својој 23. години. Драганова девојка је била Емилија Ерчић, некадашња југословенска рукометашица.
Године 2008, 23 године након трагедије, објављен је документарни филм аутора Александра Пауновића.

## Фудбалска каријера
Фудбал је почео да игра у Галеници (садашњи ФК Земун) од петлића. Био је веома талентован играч тако да је са непуних 17 година постао првотимац Галенике, тадашњег друголигаша. 15. септембра 1980. прелази у ФК Партизан. Последњи гол у дресу Партизана је постигао у првенственом мечу Партизан - Будућност 2:1 одиграном на стадиону ЈНА, 1. септембра из пенала у 8. минуту игре. Остаће упамћен као један од највећих љубимаца Гробара.
У дресу репрезентације Југославије дебитовао је у Паризу 23. априла 1983. у пријатељској утакмици против Француске (0:4). Исте године одиграо је и четврту утакмицу за репрезентацију, опет против Француске 12. новембра у Загребу (0:0).

## Смрт
Манце је преминуо 3. септембра 1985. године у саобраћајној несрећи док је журио на тренинг. По њему је названа једна улица у Београду, недалеко од стадиона ЈНА.

## Статистика
- Играо је 4 пута за А репрезентацију, 7 пута за младу и 2 пута за Олимпијску репрезентацију Југославије.
- За ФК Партизан је одиграо 279 утакмица и постигао 174 гола, од тога је у првенству одиграо 117 утакмица и постигао 42 гола.
- Са Партизаном је освојио једну шампионску титулу Југославије
  - 1982/83.
- Исте године је био и први стрелац Партизана 
  - 1982/83.  15’ (голова)